# 教學大綱
教学大纲，指学校每门学科的教学纲要。在日本，教學大綱由老師提供給学生，裏面記載了課程教学计划。在美国，從每次授課的內容到個別課程必要的聽課訊息，教學大綱裏應有盡有。

## 內部鏈接
- 課程表
- 課程